# 巴拉克洛切
巴拉克洛切，是西班牙阿拉贡自治区特鲁埃尔省的一个市镇。总面积15平方公里，总人口20人（2001年），人口密度1人/平方公里。